# Weißensberg
Weißensberg är en kommun och ort i Landkreis Lindau i Regierungsbezirk Schwaben i förbundslandet Bayern i Tyskland.
Kommunen ingår i kommunalförbundet Sigmarszell tillsammans med kommunerna Hergensweiler och Sigmarszell.